# Katalin Török

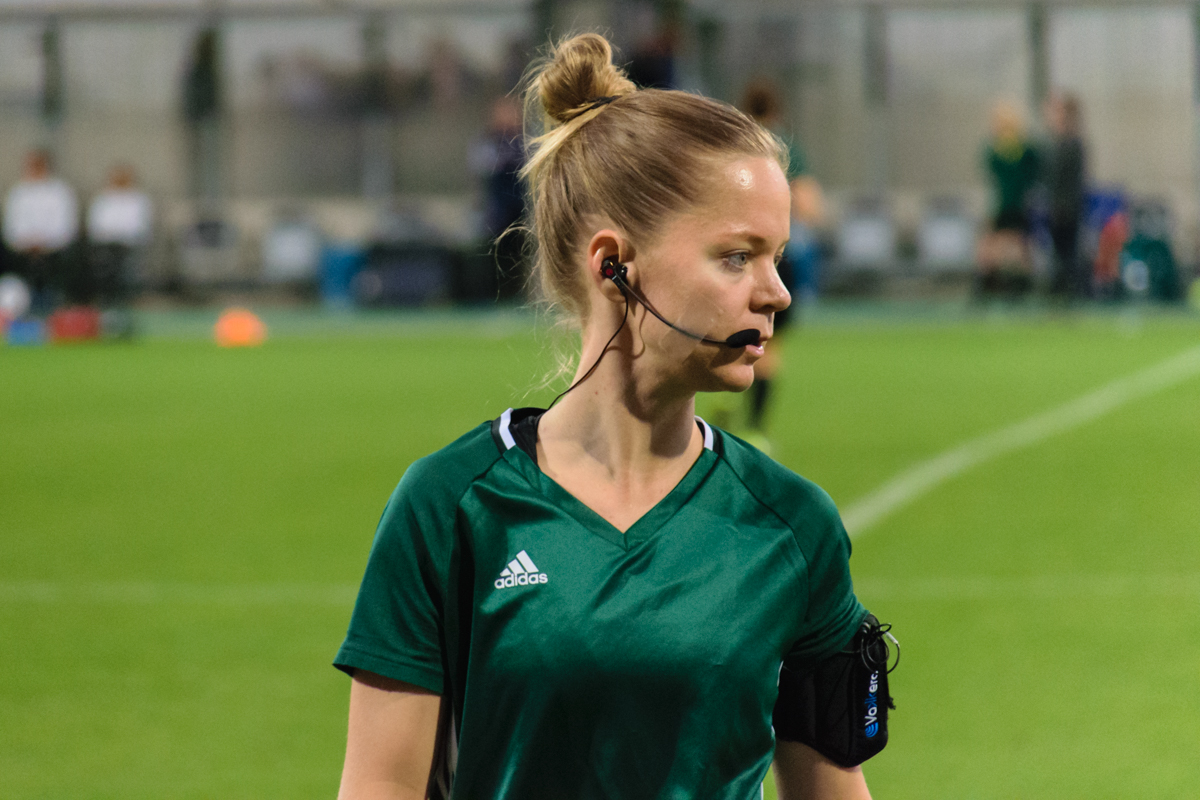
Katalin Török (2017)

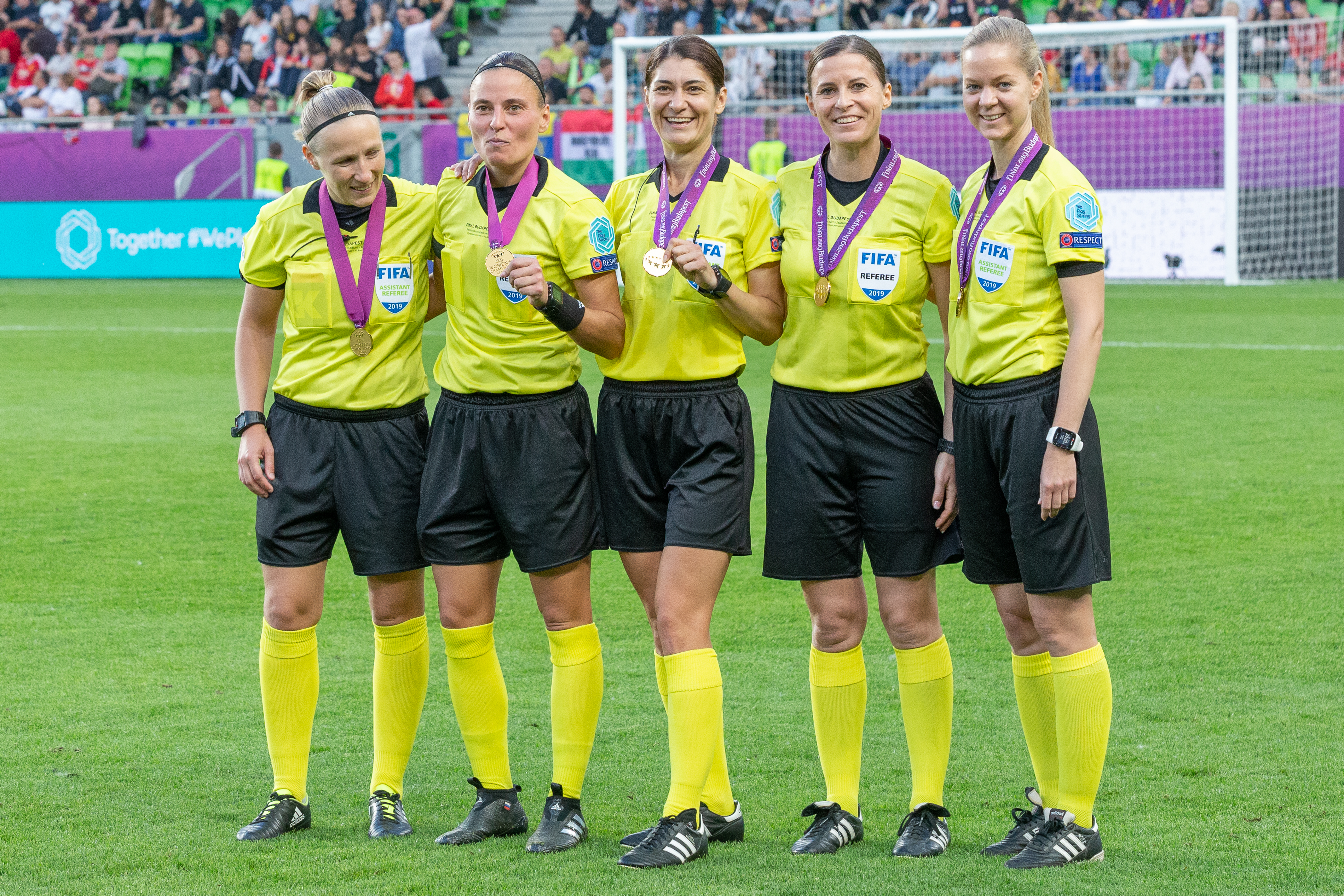
Katalin Török (rechts) beim Women’s-Champions-League-Finale 2018/19

Katalin Török (* 10. Januar 1985 in Szombathely) ist eine ungarische Fußballschiedsrichterassistentin.
Seit 2008 steht sie auf der Liste der FIFA-Schiedsrichter.
In der Saison 2011/12 wurde sie erstmals bei einem Spiel in der UEFA Women’s Champions League eingesetzt.
Török wurde als Schiedsrichterassistentin im Gespann von Katalin Kulcsár bei der Weltmeisterschaft 2019 in Frankreich eingesetzt und leitete bei dieser drei Spiele.
Zudem war sie bei der U-17-Europameisterschaft 2014 in England, bei der U-19-Europameisterschaft 2015 in Israel, bei der U-20-Weltmeisterschaft 2016 in Papua-Neuguinea und bei der U-20-Weltmeisterschaft 2022 in Costa Rica im Einsatz.